# Uvs

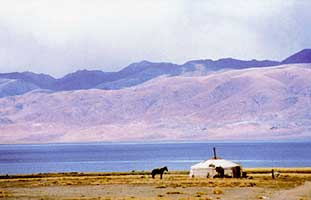
Uvs - Mongólia

Uvs (Увс, em mongol) é uma província da Mongólia. Sua capital é Ulaangom.